# Jarret Stoll
Jarret Lee Stoll (* 24. Juni 1982 in Melville, Saskatchewan) ist ein ehemaliger kanadischer Eishockeyspieler und derzeitiger -scout, der im Verlauf seiner aktiven Karriere zwischen 1997 und 2016 unter anderem 969 Spiele für die Edmonton Oilers, Los Angeles Kings, New York Rangers und Minnesota Wild in der National Hockey League auf der Position des Centers bestritten hat. Stoll gewann mit den Los Angeles Kings in den Jahren 2012 und 2014 jeweils den Stanley Cup. Seit Dezember 2016 arbeitet Stoll als Scout für sein Ex-Team aus Los Angeles.

## Karriere

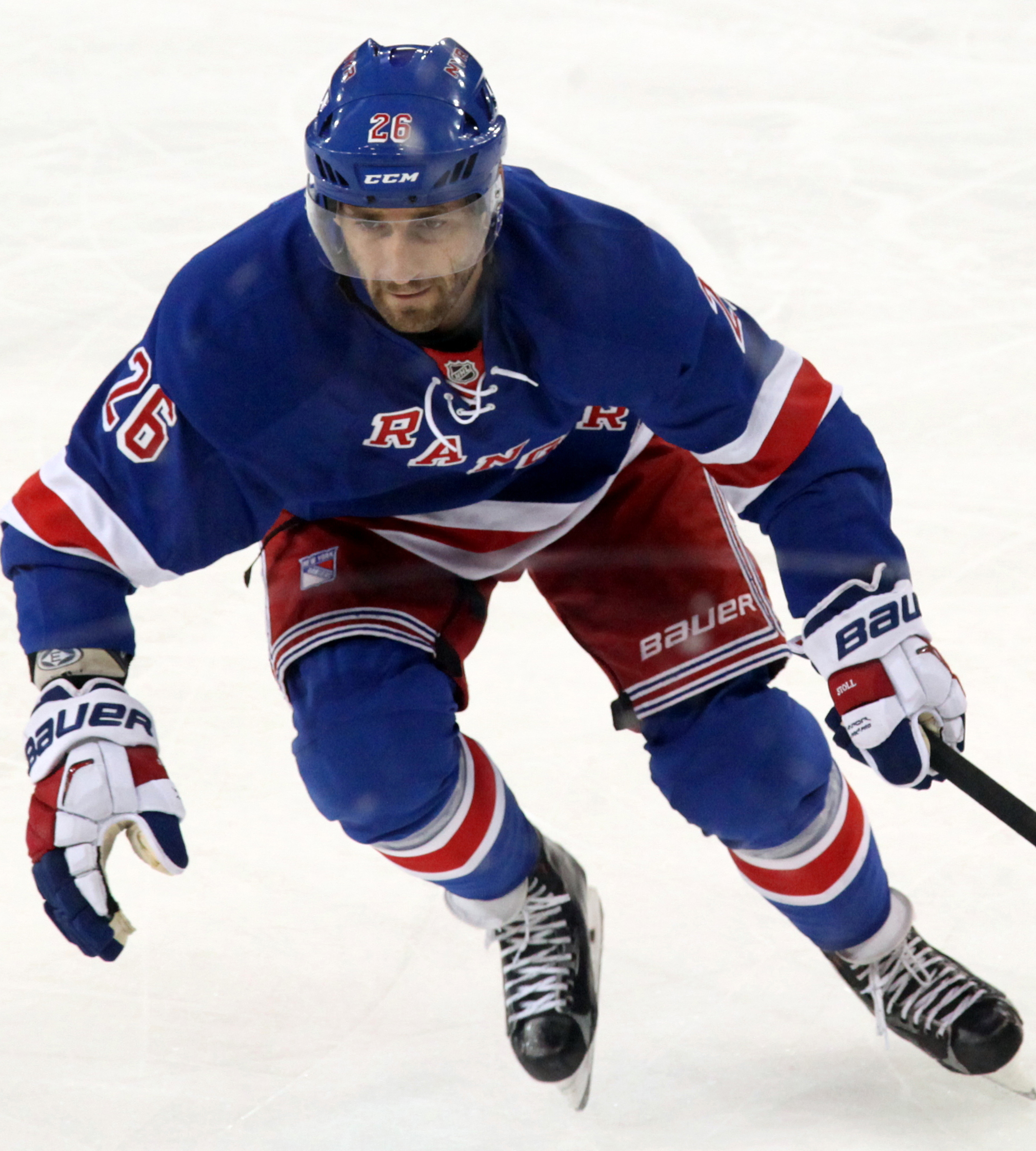
Stoll im Dress der New York Rangers

Der 1,85 m große Center spielte während seiner Jugend für seine Heimatmannschaft in Melville und wechselte dann nach Yorkton, wo er 1997 mit den Yorkton Bantam AAA die Westkanadische Meisterschaft gewann. Außerdem spielte er für die St. Paul's Elementary School sowie die Sacred Heart High School. In der Saison 1997/98 stand der Rechtsschütze erstmals für die Edmonton Ice in der kanadischen Top-Juniorenliga Western Hockey League auf dem Eis, auch nach der Umsiedlung des Franchises nach Cranbrook gehörte er weiterhin zum WHL-Kader des Teams, dass nun unter dem Namen Kootenay Ice auflief. In seiner dritten Spielzeit bei den Ice wurde Stoll zum Mannschaftskapitän ernannt, in dieser Funktion führte er die Mannschaft zum Gewinn des Memorial Cup 2002 und damit zur kanadischen Juniorenmeisterschaft.
Nach seiner letzten Juniorensaison wurde Stoll im NHL Entry Draft 2002 als 36. in der zweiten Runde von den Edmonton Oilers ausgewählt. Bereits im Draft des Jahres 2000 war der Angreifer von den Calgary Flames gedraftet worden, diese gaben ihn an die Toronto Maple Leafs ab, die ihn schließlich jedoch nicht rechtzeitig vor Ende der Frist verpflichten konnten, sodass Stoll erneut aufgestellt wurde.
Die Oilers setzten den Kanadier zunächst bei den Hamilton Bulldogs, ihrem Farmteam in der American Hockey League (AHL), ein, in der Saison 2002/03 sammelte er jedoch auch bereits erste NHL-Erfahrungen in Edmonton. In der folgenden Spielzeit schaffte Jarret Stoll den Sprung in den Stammkader der Oilers, mit denen er 2006 das Finale um den Stanley Cup, die nordamerikanische Meisterschaft, erreichte, dort aber an den Carolina Hurricanes scheiterte. In der Saison 2007/08 wurde der Stürmer zum Assistenzkapitän der Oilers bei Auswärtsspielen ernannt. Aufgrund stark schwankender Leistungen in den Spielzeiten 2006/07 und 2007/08, die sich in deutlich schlechteren Punktausbeuten im Vergleich zur Saison 2005/06 widerspiegelten, wurde er im Sommer 2008, gemeinsam mit Matt Greene, für Ľubomír Višňovský zu den Los Angeles Kings transferiert.
Nach sieben Jahren und zwei Stanley Cups in Los Angeles wurde sein auslaufender Vertrag nicht verlängert, sodass er sich im August 2015 den New York Rangers anschloss. Dort absolvierte er 29 Pflichtspiele, ehe er im Dezember 2015 über den Waiver in die AHL geschickt werden sollte. Dabei verpflichteten ihn allerdings die Minnesota Wild. Bei den Wild verbrachte der Stürmer die Spielzeit 2015/16. Nachdem er im Sommer 2016 keinen neuen Arbeitgeber gefunden hatte, kehrte er im Dezember 2016 zu seinem Ex-Team nach Los Angeles zurück, wo er seitdem als Scout tätig ist.

### International
Mit der kanadischen Juniorennationalmannschaft bestritt Jarret Stoll die U20-Weltmeisterschaften 2001 und 2002, bei denen er mit dem „Team Canada“ die Bronze- bzw. die Silbermedaille gewann. In insgesamt 14 Junioren-WM-Spielen erzielte der Center zwei Tore und sechs Assists.

## Erfolge und Auszeichnungen
| - 2000 Teilnahme am CHL Top Prospects Game - 2002 President’s-Cup-Gewinn mit den Kootenay Ice - 2001 WHL East First All-Star-Team - 2001 CHL First All-Star-Team - 2002 WHL West First All-Star-Team | - 2002 President’s-Cup-Gewinn mit den Kootenay Ice - 2002 Memorial-Cup-Gewinn mit den Kootenay Ice - 2012 Stanley-Cup-Gewinn mit den Los Angeles Kings - 2014 Stanley-Cup-Gewinn mit den Los Angeles Kings |

### International
- 2001 Bronzemedaille bei der U20-Junioren-Weltmeisterschaft
- 2002 Silbermedaille bei der U20-Junioren-Weltmeisterschaft

## Karrierestatistik

### International
Vertrat Kanada bei:
- U20-Junioren-Weltmeisterschaft 2001
- U20-Junioren-Weltmeisterschaft 2002

(Legende zur Spielerstatistik: Sp oder GP = absolvierte Spiele; T oder G = erzielte Tore; V oder A = erzielte Assists; Pkt oder Pts = erzielte Scorerpunkte; SM oder PIM = erhaltene Strafminuten; +/− = Plus/Minus-Bilanz; PP = erzielte Überzahltore; SH = erzielte Unterzahltore; GW = erzielte Siegtore; 1 Play-downs/Relegation; Kursiv: Statistik nicht vollständig)